# أحمد شوقي (اشتراكي)
أحمد شوقي (بالإنجليزية: Ahmed Shawki)‏ هو ناشط وصحفي اشتراكي أمريكي عربي ومحرر ذي إنترناشيونال سوشياليست ريفيو ورئيس المنظمة الدولية الاشتراكية. وهو عضو في اللجنة المشرفة للمجلس الوطني للأمريكيين العرب.

## وصلات خارجية
- ذي إنترناشيونال سوشياليست ريفيو